# Sedimentační nádrž

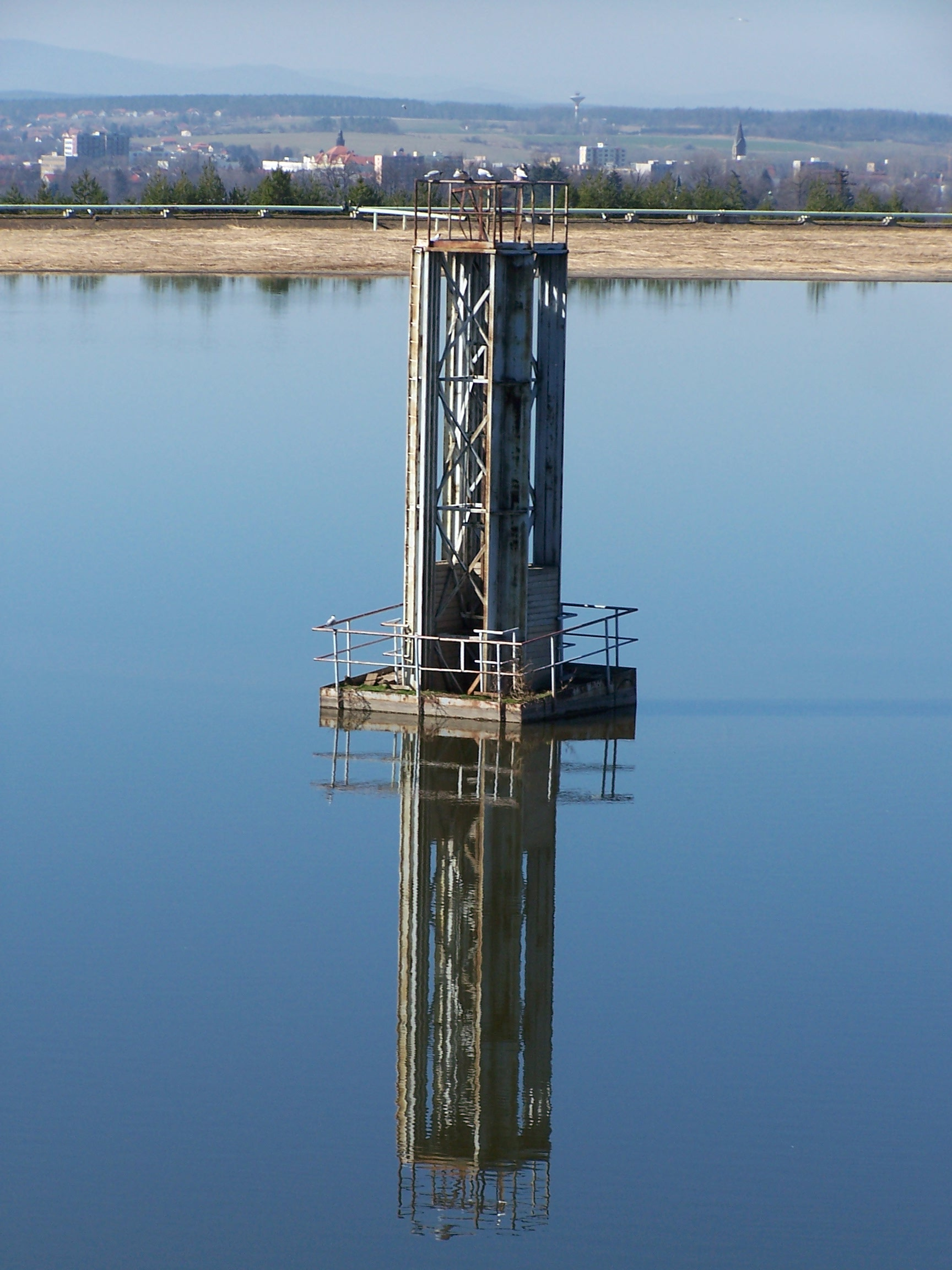
Sedimentační nádrž u Českých Budějovic

Sedimentační nádrž je umělá vodní nádrž vytvořená za účelem usazení částic na jejím dně.

## Využití
Například se používají při čištění vod z povrchových lomů a dolů. Jeden ze stupňů je sedimentační nádrž, kde se usazují nejhrubší částice a jemnější pokračují na další přečištění. Při čerpání důlních vod do vedlejších nádrží se musí vody projít přes sedimentační nádrž a až potom pokud splňuje parametry dané zákonem může být vypuštěna do vodoteče.